# Вулкан (фільм, 1926)
«Вулкан» (англ. Volcano!) — американська мелодрама режисера Вільяма К. Говарда 1926 року.

## У ролях
- Бібі Данієлс — Забетте де Чавалос
- Рікардо Кортес — Стефан Секюнау
- Воллес Бірі — Квембо
- Артур Едмунд Керью — Моріс Секюнау
- Дейл Фуллер — Седріен
- Ейлейлі Дженсен — мадам де Чавалонс
- Брендон Герст — Андре де Чавалонс
- Марджорі Гей — Марі де Чавалонс
- Боб Перрі — П'єр Бенедікт
- Шнітц Едвардс — аукціоніст